# Риу
Риу́ (фр. Rioux) — коммуна во Франции, находится в регионе Пуату — Шаранта. Департамент коммуны — Шаранта Приморская. Входит в состав кантона Жемозак. Округ коммуны — Сент.
Код INSEE коммуны — 17298.

## Население
Население коммуны на 2010 год составляло 924 человека.
| 1962 | 1968 | 1975 | 1982 | 1990 | 1999 | 2010 |
| ---- | ---- | ---- | ---- | ---- | ---- | ---- |
| 623  | 615  | 685  | 645  | 715  | 771  | 924  |